# União Setubalense
A Sociedade Musical e Recreativa União Setubalense ou apenas União Setubalense é uma colectividade de cultura e recreio fundada a 22 de Março de 1899, com sede no centro da cidade de Setúbal (Av. Luísa Todi 235).
1. ↑  «União Setubalense celebra 126 anos». Município de Setúbal. 24 de Março de 2025